# Валдово-Крулевське
Валдово-Крулевське (пол. Wałdowo Królewskie, нім. Königlich Waldau) — село в Польщі, у гміні Домброва-Хелмінська Бидґозького повіту Куявсько-Поморського воєводства.
Населення — 516 осіб (2011).
У 1975-1998 роках село належало до Бидгощського воєводства.

## Демографія
Демографічна структура станом на 31 березня 2011 року:
|          | Загалом | Допрацездатний вік | Працездатний вік | Постпрацездатний вік |
| -------- | ------- | ------------------ | ---------------- | -------------------- |
| Чоловіки | 267     | 53                 | 202              | 12                   |
| Жінки    | 249     | 42                 | 172              | 35                   |
| Разом    | 516     | 95                 | 374              | 47                   |